# گابلین کش

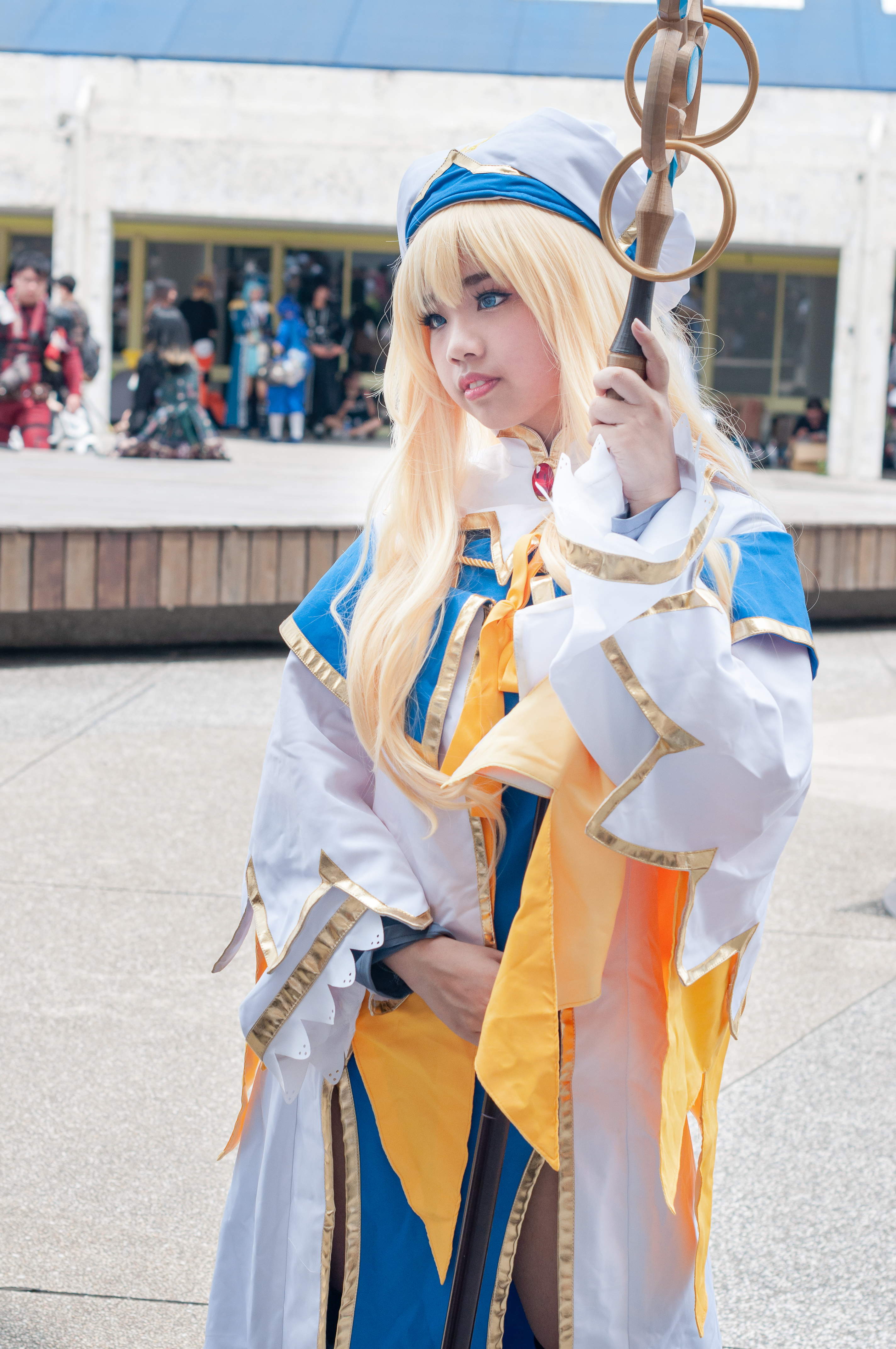
گابلین کش

گابلین کش (به ژاپنی: ゴブリンスレイヤー ,Goburin Sureiyā) یک مجموعه لایت نوول خیال‌پردازی تاریک ژاپنی است که توسط کومو کاگیو نوشته شده و به‌وسیلهٔ نوبورو کاناتسوکی مصورسازی شده‌است. بر پایه این رمان یک مجموعه مانگا توسط کوسکه کوروسه دستمایه اقتباس قرار گرفت که از مه ۲۰۱۶ در ماهنامهٔ بیگ گان‌گان به چاپ می‌رسد، و دومین اقتباس نیز توسطٔ ماساهیرو ایکنه در همان ماهنامه در حال انتشار است. همچنین یک مجموعه تلویزیونی انیمه ۱۲ قسمتی به کارگردانی تاکاهورو اوزاکی و توسط استودیو وایت فاکس تهیه گردیده است که از اکتبر تا دسامبر ۲۰۱۸ پخش شد. فیلمی انیمه‌ای نیز تحت عنوان گابلین کش: تاج گابلین در ۱ فوریه ۲۰۲۰، و در کشور ژاپن به نمایش درآمد.

## داستان
در دنیایی فانتزی، ماجراجویانی از دوردست‌ها و سراسر جهان به منظور پذیرفتن قرارداد و انجام هر وظیفه‌ای که موجود است برای پیوستن به انجمن رهسپار می‌شوند. در این بین یک راهبه جوان نخستین تیم ماجراجویانه خود را تشکیل می‌دهد، اما تقریباً بلافاصله آن‌ها خود را در شرایط بحرانی میابند. پس از اینکه تمام گروه از بین می‌روند، او توسط مردی به نام گابلین کش نجات پیدا می‌کند، ماجراجویی که تنها هدفش ریشه‌کن نمودن گابلین‌ها با پیش‌داوری شدید است، کسی که زندگی خود را وقف از بین بردن تمامی گابلین‌ها، آن هم به هر قیمتی کرده است.